# Дорошенкове (Долинський район)
Дорошенкове — колишнє село в Україні, підпорядковувалося Маловодянській сільській раді Долинського району Кіровоградської області.
Виключене з облікових даних рішенням Кіровоградської обласної ради від 27 грудня 2002 року.

## Населення
Згідно з переписом УРСР 1989 року чисельність наявного населення села становила 59 осіб, з яких 29 чоловіків та 30 жінок.
За переписом населення України 2001 року в селі ніхто не мешкав.